# 김용수 (신라)
김용수(金龍樹, 579년 이전 ~ 646년 이후) 또는 김용춘(金龍春)은 신라의 추존왕으로, 진지왕의 아들이자, 태종무열왕 김춘추의 아버지이다. 진평왕, 선덕여왕 시기에 중앙 정계에서 활약하였으며, 태종무열왕이 즉위한 이후 문흥갈문왕(文興葛文王, 용춘각간문흥갈문왕, 용춘탁문흥갈문왕)으로 추존되었다.

## 생애
김용춘은 진지왕과 지도부인(知道夫人) 박씨의 아들로 진지왕이 579년에 죽은 뒤에 왕위 계승권에서 멀어졌다. 용춘의 아들 춘추의 경우 진골의 신분으로 나타나고 있으나 용춘의 신분은 정확하게 알 수 없다. 삼국유사의 기록처럼 진지왕이 폐위된 것이 맞다면 용춘의 신분이 성골에서 족강(族降)되었을 가능성이 크다. 부인은 진평왕의 딸인 천명공주로 602년에 아들 춘추를 낳았다. 622년(진평왕 44년)에 이찬(伊飡)의 관등에 있었으며, 내성사신(內省私臣)에 임명되었다. 629년에는 대장군이 되어 김서현, 김유신을 부장으로 이끌고 출진, 낭비성(娘臂城)을 함락시켰으며, 635년(선덕여왕 4년)에는 주현(州縣)을 돌아보며 위문하였다. 645년에는 황룡사구층목탑 건축을 주관하였고, 이후에는 더 이상 기록에 나타나지 않는다. 아들 춘추가 왕위에 즉위한 654년에 문흥갈문왕으로 추존되었다.
한편 학계에서 위서로 의심받고 있는 《화랑세기》에는 용춘과 용수를 형제로 기록하고 있다. 이에 따르면 용춘은 용수의 동생으로, 용수가 요절한 뒤 용수와 결혼한 천명공주를 다시 맞아들였으며, 용수의 아들인 춘추를 아들로 삼았다고 한다. 그러나 ‘황룡사9층목탑찰주본기’에 따르면 황룡사구층목탑을 건축할 당시인 645년경까지 용수의 이름이 나타나고 있어 용수가 요절하였다는 《화랑세기》의 기록과 정면으로 배치된다. 《화랑세기》는 용춘의 일부 행적도 기록하고 있는데, 그에 따르면 용춘은 13대 풍월주를 역임하였으며 선덕여왕의 부군이 되었으나 자식이 없어 사임하였다고 한다.

## 가계
- 증조부 : 입종갈문왕
- 조부 : 진흥왕(眞興王, 534~576, 재위:540~576)
- 조모 : 사도왕후(思道王后, ? ~ 614)
- 부왕 : 진지왕(眞智王, ? ~579, 재위:576~579)
- 외조부 : 기오공(起烏公)
- 모후 : 지도부인(知道夫人)
  - 부인 : 천명공주(天明公主) - 진평왕의 딸
    - 아들 : 태종무열왕(太宗武烈王)[5]

## 김용수가 등장하는 작품
- 《삼국기》(KBS, 1992년~1993년, 배우:이정웅)
- 《연개소문》(SBS, 2006년~2007년, 배우:김형일)
- 《선덕여왕》(MBC, 2009년, 배우:인교진(김용춘), 박정철(김용수)
- 《대왕의 꿈》(KBS, 2012년~2013년, 배우:정동환)